# Kamel Soltani
Mohamed Kamel Soltani (en arabe : محمد كمال سلطانى) est un footballeur algérien né le 1er avril 1991 à Tiaret. Il évolue au poste d'allier gauche à l'USM Bel Abbès.

## Biographie
Il évolue en première division algérienne avec les clubs de la JS Saoura, du MO Béjaïa et enfin de l'USM Bel Abbès. Il dispute actuellement 44 matchs en inscrivant un but en Ligue 1.